# Serpentes a Bordo
Snakes on a Plane (br/pt: Serpentes a Bordo) é um filme norte-americano de 2006 do género de terror e suspense, realizado por David R. Ellis e com Samuel L. Jackson e Nathan Phillips como actores principais. O filme se trata sobre um bandido, que, para se livrar de uma testemunha de acusação, ordena que coloquem centenas de cobras venenosas num Boeing 747 com essa testemunha na aeronave, na tentativa de matá-lo.

## Sinopse
Sean Jones (Nathan Phillips), um jovem desportista havaiano, passeava calmamente de moto pelas belas paisagens dos arredores de Honolulu quando, acidentalmente, testemunha o brutal homicídio de um importante procurador de Los Angeles, quando este passava férias no Havaí, por um gangster de Los Angeles, liderado pelo perigoso Eddie Kim (Byron Lawson), suspeito de todos os tipos de crimes, desde homicídios a corrupção de dinheiro. Quando Eddie e os seus capangas tentam matar Sean, por ter visto o crime, este é escoltado por Neville Flynn (Samuel L. Jackson), o chefe da brigada do FBI em Honolulu. Após prestar declarações, Sean terá de ir à Los Angeles, ao julgamento de Eddie, testemunhar contra este e, assim, garantir a sua prisão perpétua.
Para não dar nas vistas, Neville aluga um avião para fazer a viagem de Honolulu até Los Angeles mas, apenas para despistar qualquer suspeita, pois o verdadeiro plano é alugar a classe executiva de um voo comercial. No entanto, Eddie é informado do plano de Neville e Sean, por um membro do gangster que se faz passar por funcionário do aeroporto de Honolulu. Então, Eddie decide contactar uma rede de tráfico de animais e compra mais de 400 cobras venenosas de diversos tipos e origens. Mais, compra uma substância química, um feromônio, para as tornar mais agressivas, na esperança que estas danificassem o avião, para que este se despenhasse ou envenenasem Sean e/ou Neville. As cobras são borrifadas com o feromônio e colocadas pelo tal funcionário do aeroporto na carga do avião comercial numa caixa ligada a uma bomba-relógio programada para arrebentar no meio da viagem.
Quando a bomba arrebenta e a caixa se desfaz, as cobras soltam-se começando a rastejar pelo avião, danificando os circuitos eléctricos e entranhando-se em todas as passagens dentro da aeronave. Animais de estimação, nomeadamente gatos e cães que se encontravam nos respectivos cestos no porão, são os primeiros a serem mortos pelos répteis. Logo de seguida matam um casal que se encontrava em intimidade na casa de banho e, depois, o piloto, que fora verificar a origem de um curto-circuito causado pela mordidela de uma das cobras em um painel eletrônico. Gerando-se o pânico, as cobras multiplicam-se cada vez mais e mais de metade dos viajantes, tanto passageiros como tripulantes, são mortos por envenenamento. Mais, estão a voar sobre o Oceano Pacífico, a mais de 2000 milhas marítimas do aeroporto mais próximo e, com uma enorme tempestade, gerando ainda mais turbulência. No entanto, Neville e Sean conseguem sempre manter o sangue frio.
Quando o aeroporto de Los Angeles e a brigada do FBI deste estado são informados, contactam o Dr. Steve Price (Todd Louiso), um veterinário especialista em cobras. Steve vai dando indicações ao avião para agir em emergência com os infectados e consegue alguns antídotos. O FBI de Los Angeles e Steve conseguem chegar à rede que vendeu as cobras a Eddie. Após um tiroteio dentro do armazém onde estavam guardadas mais cobras, um dos membros da rede é mordido por uma cobra que sai do recipiente onde estava, depois deste ser atingido por uma bala. Logo, este só receberia o antídoto se contasse tudo sobre o plano de Eddie ao FBI. Após a informação, Eddie é acusado de mais um crime e, dada a dimensão do mesmo, é condenado à morte.
No entanto, dentro do 747 vítima do ataque, o pesadelo ainda não tinha acabado, pois o único piloto que ainda estava vivo foi morto pelas cobras e estas tomaram conta da cabine de comando. Quando tudo parece estar perdido, Neville dispara contra as janelas do avião e, devido à diferença de pressão, todas as cobras são sugadas para fora do avião. Os passageiros fazem bastante força nos bancos e conseguem se segurar. Claire pergunta se algum passageiro sabe pilotar um avião e um jovem passageiro, Troy (Kenan Thompson), afirma que sim e senta-se no cockpit como piloto, juntamente com Neville como copiloto. Troy não é mais que viciado em jogos para Playstation e consegue associar alguns comandos de jogos de aviões aos comandos do avião e, assim, aterrissa o avião em Los Angeles. Aí, todos os sobreviventes são atendidos por Steve e recebem os respectivos antídotos.
Mas, logo após o pouso, uma última cobra que não fora sugada para fora, dá uma mordida certeira no peito de Sean e Neville, para salvá-lo, atira. Sean cai pela rampa inflável e é socorrido pelos policiais. Assim que Neville rasga a camisa de Sean, revela-se o colete à prova de balas que realmente o salvou, tanto contra a cobra quanto contra as balas de Neville. O filme termina com Neville aprendendo a surfar com Sean.